# 库斯朗地区蒙泰居
库斯朗地区蒙泰居（法語：Montégut-en-Couserans，法語發音：[mɔ̃teɡy ɑ̃ kuzʁɑ̃]）是法国阿列日省的一个市镇，属于聖日龍區。该市镇2009年时的人口为76人。

## 人口
库斯朗地区蒙泰居人口变化图示
| 数据来源：INSEE |